# U-98 (1940)
U-98 — средняя немецкая подводная лодка типа VIIC времён Второй мировой войны.

## История
Заказ на постройку субмарины был отдан 30 мая 1938 года. Лодка была заложена 27 сентября 1939 года на верфи «Германиаверфт» в Киле под строительным номером 603, спущена на воду 31 августа 1940 года. Лодка вошла в строй 12 октября 1940 года под командованием капитан-лейтенанта Роберта Гайзе.

### Командиры
- 12 октября 1940 года — 23 марта 1942 года капитан-лейтенант Роберт Гайзе (кавалер Рыцарского железного креста с дубовыми листьями)
- 24 марта 1942 года — октябрь 1942 года корветтен-капитан Вильгельм Шульце
- октябрь — 15 ноября 1942 года оберлейтенант цур зее Курт Эйхманн

### Флотилии
- 12 октября 1940 года — 28 февраля 1941 года — 7-я флотилия (учебная)
- 1 марта 1941 года — 15 ноября 1942 года — 7-я флотилия

### История службы
Лодка совершила 9 боевых походов. Потопила 10 судов суммарным водоизмещением 48.878 брт и один вспомогательный военный корабль водоизмещением 10 549 брт, повредила военный корабль водоизмещением 185 тонн.
Потоплена 15 ноября 1942 года в Северной Атлантике к западу от Гибралтара в районе с координатами 36°09′ с. ш. 07°42′ з. д. глубинными бомбами с британского эсминца HMS Wrestler. 46 погибших (весь экипаж).
До июня 1988 года историки считали, что U-98 была потоплена 19 ноября 1942 года в Атлантике, к юго-западу от мыса Сент-Винсент в районе с координатами 35°38′ с. ш. 11°48′ з. д. глубинными бомбами с британского самолёта типа «Хадсон». На самом деле была атакована U-413, которая получила сильные повреждения, но сумела оторваться от преследования.

### Волчьи стаи
U-98 входила в состав следующих «волчьих стай»:
- Natter 1 — 8 ноября 1942